# Marc Antoine de Granet
Marc Antoine de Granet (Brignoles, 12 febbraio 1741 – Saint-Germain-en-Laye, 22 aprile 1827) è stato un avvocato e politico francese.

## Biografia
Figlio di Francois de Granet e di Marie Anne Galle fu padre di Anne Honorine Clotilde de Granet, madre dello storico Alfred François Nettement.
Proveniva da un ramo, presente nello Champagne nel XIV secolo, dell'antica famiglia dei Granerius o Graneti Granariorum (Granetti-Granet-Granetto), originaria dell'Aquitania. Dalle pagine a lui dedicate dal marchese de Magny si viene a sapere che a ventuno anni fu nominato avvocato del Re Luigi XV di Francia, a ventinove divenne luogotenente generale, civile e criminale, nel 1779 giudice reale e presidente del dipartimento di Var. Nel 1791 fu eletto deputato all'assemblea legislativa dove si fece notare per le sue posizioni monarchiche e per le sue idee innovative sulle questioni marittime. Racconta sempre il marchese de Magny che ebbe il coraggio, il 10 agosto 1792 all'Assemblea nazionale costituente, di inchinarsi davanti a Luigi XVI di Francia per offrirgli un bicchiere d'acqua. Il re, tenuto praticamente prigioniero nelle Tuileries, venne arrestato tre giorni dopo. Marc Antoine de Granet fu arrestato il 16 ottobre 1793 lo stesso giorno della morte della regina Maria Antonietta e venne liberato il 9 termidoro (27 luglio 1794) data in cui avvenne il colpo di Stato che pose fine al periodo del Terrore di Robespierre che morì il giorno dopo.